# Detaily ze života Nikity Voroncova
Detaily ze života Nikity Voroncova (1984, Подробности жизни Никиты Воронцова) je název vědeckofantastické novely, kterou za spolupráce se svým bratrem Borisem napsal ruský sovětský spisovatel Arkadij Strugackij pod pseudonymem S. Jaroslavcev. Na první verzi příběhu pracovali oba bratři Strugačtí společně již roku 1972, ale tato verze nebyla tehdy schválena sovětskou cenzurou. Roku 1984 Arkadij Strugackij příběh přepracoval a vydal.

## Obsah novely
Novela líčí příběh muže, který žije ve čtyřicetileté časové smyčce v letech 1937–1977. Když zemře, začne svůj život nanovo, ale nabyté životní zkušenosti mu zůstávají. Jeho život se tak neustále opakuje, ze smyčky nemůže Voroncov nikterak uniknout a jeho nabrané životní zkušenosti se stávají spíše prokletím. Se stále větší únavou a děsem prožívá různé varianty svého života, které se od sebe liší jen v maličkostech. Příběh je podáván formou Voroncova deníku, který si společně čtou kriminalista Varachsij, vyšetřující jeho smrt, a jeho přítel spisovatel Alexej.

## Česká vydání
- Podrobnosti o životě Nikity Voroncova, Triton, Praha 2004, přeložil Konstantin Šindelář.
- Ďábel mezi lidmi, Hledání úradku, Detaily ze života Nikty Voroncova, Triton, Praha 2008, přeložil Libor Dvořák.